# Alcmonavis
Alcmonavis is een geslacht van uitgestorven vogels uit het Laat-Jura van het huidige Duitsland.

## Vondst en naamgeving
De amateurpaleontoloog Roland Pöschl bezit op de Schaudiberg, nabij Mühlheim bij Mörnsheim in Beieren een steengroeve, de Alte Schöpfel, die hij systematisch leeggraaft op zoek naar fossielen. November 2017 vond hij een steenplaat met daarop een rechtervleugel van een oervogel. Het stuk werd geprepareerd door Uli Leonhardt. In 2018 werd het gemeld als een dertiende exemplaar van Archaeopteryx. Nader onderzoek wees echter op de mogelijkheid dat het om een geheel nieuwe soort ging.
In 2019 werd de typesoort Alcmonavis poeschli benoemd en beschreven door Oliver Walter Mischa Rauhut, Helmut Tischlinger en Christian Foth. De geslachtsnaam verbindt de oude Keltische naam van de rivier de Altmühl die door het vondstgebied stroomt, Alcmona, met een Latijn avis, 'vogel'. De soortaanduiding eert Pöschl als ontdekker.
Het holotype SNSB-BSPG 2017 I 133 is gevonden in een laag van de Mörnsheimformatie die stamt uit het vroege Tithonien, ongeveer 150 miljoen jaar oud. Het bestaat uit een vrijwel complete maar slechts zeer ten dele in verband liggende rechtervleugel. Resten van veren zijn niet aangetroffen. Het fossiel maakt deel uit van de collectie van de Bayerische Staatssammlung für Paläontologie und Geologie na aankoop door het Bundesland Beieren.

## Beschrijving
Het opperarmbeen van Alcmonavis heeft een geschatte lengte van negen centimeter. Dat duidt op een algehele lengte van het dier die 11 procent hoger zou liggen dan het grootste bekende exemplaar van Archaeopteryx, de Solnhofener. De lichaamslengte zou dan ruim een halve meter bedragen. De vleugelspanwijdte zou rond de driekwart meter liggen.
Alcmonavis heeft geen unieke afgeleide eigenschappen of autapomorfieën. Wel werd een unieke combinatie van op zich niet unieke kenmerken aangegeven. Het opperarmbeen heeft een grote deltopectorale kam met een verbreding die de breedte van de schacht overtreft. Het bovenvlak van het opperarmbeen maakt een grote hoek van 38 graden met de onderste schacht. De ellepijp heeft een enkelvoudige duidelijk afgetekende ovale kom in het bovenvlak naast een kleine bult naar buiten toe. Het onderste uiteinde van de ellepijp is iets asymmetrisch verbreed. Het spaakbeen heeft bovenaan een grote kamvormige bult voor de aanhechting van de musculus biceps brachii. Er bevindt zich een lengtegroeve aan de binnenzijde van de schacht van het spaakbeen. Het tweede middenhandsbeen is aanzienlijk robuuster dan het eerste of derde. Het eerste kootje van de eerste vinger heeft een lengtegroeve. Het eerste kootje van de tweede vinger is zeer robuust met een ovale in plaats van afgeplatte dwarsdoorsnede. Het eerste kootje van de tweede vinger is licht om de lengteas gewrongen. De handklauwen hebben sterk ontwikkelde bulten voor de aanhechting van de pezen van de buigende spieren, welke uitsteeksels aan de palmzijde overdwars verbreed zijn.
Opvallend is dat deze diagnose geen systematische vergelijking met Archaeopteryx bevat. Dat komt omdat de beschrijvers de twee soorten niet nauw verwant achten. Ook zijn er überhaupt geen autapomorfieën van Archaeopteryx in diens vleugel bekend dus het ontbreken daarvan kan ook geen argument zijn om Alcmonavis een apart taxon te achten. Desalniettemin ging men uitvoerig in op de vraag wat de verschillen zijn met Archaeopteryx om de mogelijke tegenwerping te weerleggen dat het simpelweg gaat om een groot exemplaar van dat geslacht. Een probleem daarbij was dat er geen even grote zekere specimina van Archaeopteryx bekend zijn. Het zou dus kunnen dat alle verschillen slechts het gevolg zijn van ontogenese, de rijping van het skelet tijdens de groei.
In algehele proporties lijkt de vleugel van Alcmonavis sterk op die van Archaeopteryx. Daar hechtte men echter weinig waarde aan want dat geldt voor veel basale Paraves, zelfs als dat geen vogels zijn zoals Microraptor en Anchiornis. Een opvallend verschil is echter dat de handklauwen duidelijk kleiner zijn. Daarbij zou het eerste middenhandsbeen relatief kleiner kunnen zijn maar dat is niet helemaal zeker want daarvan is het onderste uiteinde niet bewaard gebleven. Een volgend verschil is de bredere deltopectorale kam van het opperarmbeen. Die breedte zou echter ook verklaard kunnen worden door een extreme compressie van het fossiel. Het stuk met de kam staat ook sterk af van de onderkant van de schacht, onder een hoek van 38 graden: bij exemplaren van Archaeopteryx liggen die waarden tussen de 30 en 33 graden. Het tweede middenhandsbeen is erg robuust en is maar 8,2 maal langer dan breed, terwijl dat bij Archaeopteryx minstens tienmaal is. Dit zou een afgeleid kenmerk kunnen zijn want bij latere vogels wordt dit bot, het belangrijkste dragende element van de handvleugel, steeds sterker. Ook het eerste kootje van de tweede vinger is opvallend robuust. Bij Archaeopteryx is het maar iets breder dan het tweede kootje of het eerste kootje van de derde vinger maar bij Alcmonavis is het 70 respectievelijk 100 procent breder. Opnieuw is het een apomorfie van afgeleide vogels dat deze phalanx proximalis digiti majoris wijder is. Alcmonavis toont echter nog het basale kenmerk dat dit kootje niet richting palmzijde is afgeplat.
Behalve deze kwantitatieve verschillen zijn er ook kwalitatieve. Archaeopteryx toont het oorspronkelijke kenmerk dat er op de deltopectorale kam geen speciaal ovaal facet is voor de aanhechting van de musculus pectoralis maar Alcmonavis heeft dat wel. Alcmonavis heeft ook een tuberculum bicipitale radii op de bovenkant van het spaakbeen in de vorm van een kam. Archaeopteryx heeft wel zo'n bult maar die is dan meer afgerond of driehoekig. De lengtegroeven op het spaakbeen en het eerste kootje zijn in combinatie uniek maar lijken volledig te ontbreken bij Archaeopteryx. Als laatste punt werd de afwijkende bouw van de handklauwen genoemd. Die hebben puntiger en meer naar het gewrichtsvlak geplaatste peesbulten die ook sterker overdwars verbreed zijn.

## Fylogenie
Alcmonavis werd in 2019 basaal in de vogels of Avialae geplaatst, net boven Archaeopteryx in de evolutionaire stamboom. De soort zou dus nauwer aan alle meer afgeleide vogels verwant zijn.

## Levenswijze
Het facet op de deltopectorale kam en de kam op het spaakbeen zouden aanwijzingen zijn voor de evolutie van een krachtiger klappende vlucht die volgens de beschrijvers ook al bij Archaeopteryx aanwezig was.